# Landspeed - Massima velocità
Landspeed - Massima Velocità (LandSpeed) è un film del 2002 diretto da Christian McIntire, incentrato sulle gare di massima velocità.

## Trama
Utah, 1972. In una enorme e desolata distesa di terra sfreccia un bolide a velocità supersonica. A causa di un irreparabile errore, prende fuoco e si disintegra. Venti anni dopo due team sono in lotta per battere il record di velocità su terra, ovvero superare le irraggiungibili 1000 miglia orarie. La progettista di una delle due squadre è Linda, la figlia del pilota morto nel 1972, mentre il bolide avversario è guidato da Michael, il figlio dell'ingegnere che aveva ideato la vettura andata in fiamme. Ora, fronteggiando i fantasmi del passato, i due ragazzi si affrontano in una lotta senza esclusione di colpi, dove soltanto il vincitore potrà passare alla storia...

## Produzione
Prodotto dalla Eagle Pictures, il film è stato girato a Santa Clarita in California.